# VLA-5
VLA-5 (англ. Very Late Antigen-5; интегрин α5β1) — мембранный белок, гетеродимерный интегрин подсемейства β1-интегринов (рецепторы VLA), состоящий из альфа цепи α5 (CD49e) и бета цепи β1 (CD29). Рецептор фибронектина, играет роль в клеточной миграции.

## Функции
VLA-5  (CD49e/CD29) является рецептором молекулы внеклеточного матрикса фибронектина. Взаимодействие фибронектина с VLA-5 приводит к активации сигнальных путей, которые регулируют образование металлопротеаз, необходимых для ангиогенеза.  Это также регулирует синтез воспалительных цитокинов хондроцитами.

## Клеточная локализация
Интегрин VLA-5 расположен на месте фокальных контактов клетки, обеспечивая связь с внеклеточным матриксом.  Экспрессирован на лейкоцитах и тромбоцитах.